# Сарыкопа
Сарыкопа́ (каз. Сарықопа) — бессточное солёное озеро на северо-востоке Джангельдинского района Костанайской области Казахстана.
Озеро расположено в центральной части Тургайской ложбины, на высоте 101,2 м над уровнем моря. Площадь озера составляет 184 км² (при высоком наполнении — до 336 км²). Длина — 27,6 км, наибольшая ширина — 13,2 км. Площадь водосбора — 985 км²; в Сарыкопу впадают реки Сарыозен и Теке. Озеро мелкое, состоит из нескольких плёсов, которые различаются по минерализации: одни опресняются, другие накапливают соли. Западный берег пологий, восточный — до 5—10 м высоты. Питание снеговое.